# تحت ضوء القمر (أغنية)

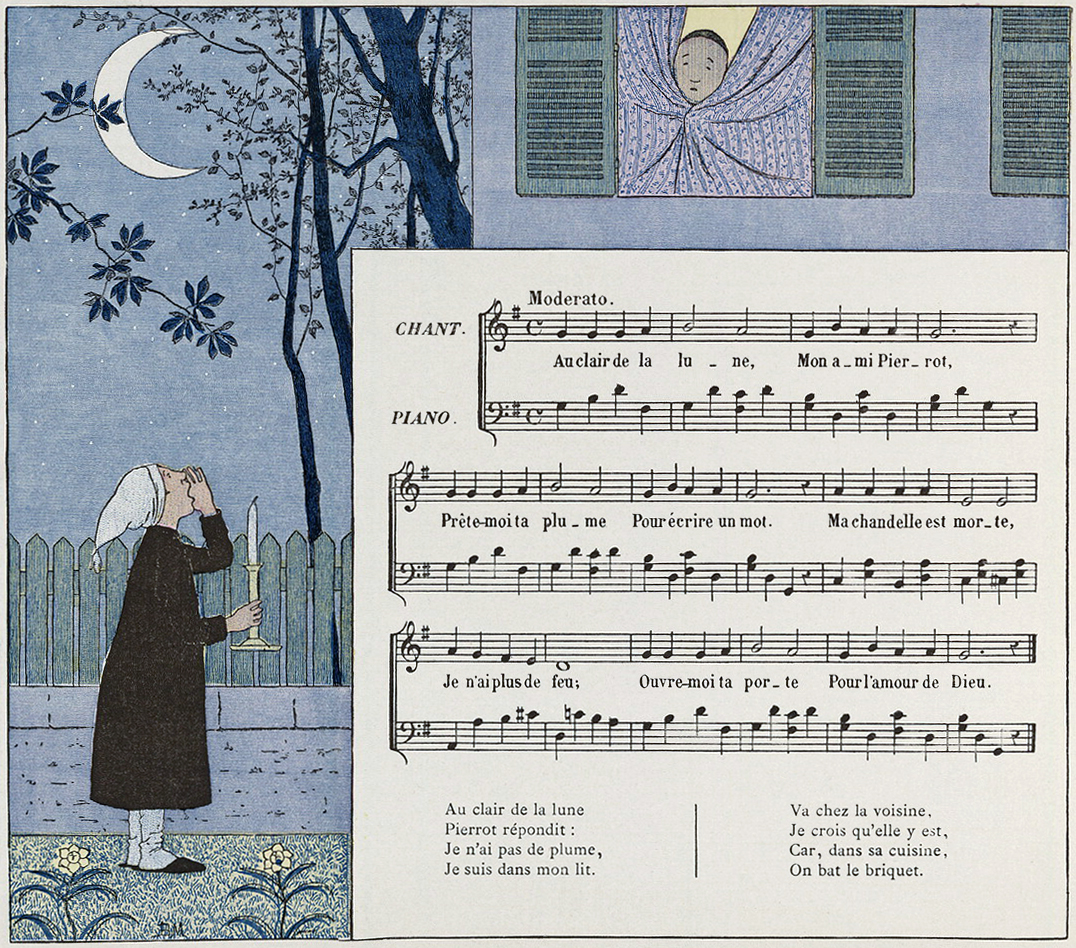
"Au clair de la lune" من كتاب للأطفال،.

تحت ضوء القمر (بالفرنسية: Au clair de la lune)، هي أغنية شعبية فرنسية قديمة من القرن الثامن عشر. مجهولة المؤلف. يتم تدريسها عادة لطلاب الموسيقى المبتدئين نظرا للحنها البسيط، حيث تعتبر وسيلة سهلة لتعويدهم على كيفية لعب النوتات على الآلة.

## الأصل
وينسب لحن هذه الأغنية أحيانا إلى جون باتيست لولي، ملحن من القرن السابع عشر.
لكن وبغياب مصادر موثوقة لدعم هذه الفرضية، فيتم اعتبار هذه الأغنية التي تعود إلى القرن الثامن عشر حاليا مجهولة المؤلف.

## كلمات الأغنية

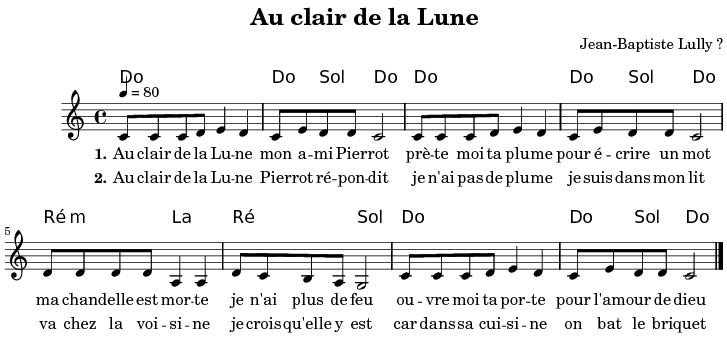
الأوثار واللحن والكلمات

النسخة الأكثر تداولا من هذه الأغنية تتضمن أسماء لشخصيات من كوميديا مرتجلة (بييرو وأرلكوين)
| « Au clair de la lune, Mon ami Pierrot, Prête-moi ta plume Pour écrire un mot. Ma chandelle est morte, Je n'ai plus de feu. Ouvre-moi ta porte Pour l'amour de Dieu. » Au clair de la lune, Pierrot répondit : « Je n'ai pas de plume, Je suis dans mon lit. Va chez la voisine, Je crois qu'elle y est, Car dans sa cuisine On bat le briquet. » Au clair de la lune, L'aimable Lubin; Frappe chez la brune, Elle répond soudain : –Qui frappe de la sorte ? Il dit à son tour : –Ouvrez votre porte, Pour le Dieu d'Amour. Au clair de la lune, On n'y voit qu'un peu. On chercha la plume, On chercha du feu. En cherchant d'la sorte, Je n'sais c'qu'on trouva ; Mais je sais qu'la porte Sur eux se ferma. | « تحت ضوء القمر، صديقي بييرو، أعرني ريشتك لأكتب كلمة. فشمعتي قد ماتت، وما عاد لدي نور، افتح لي بابك، محبة في الله. تحت ضوء القمر، أجاب بييرو: "ليست لدي ريشة، أنا في سريري أذهب عند الجارة، فربما يكون لديها، لأن في مطبخها هناك من يشعل ولاعة" تحت ضوء القمر، لوبين المحبوب. دق عند السمراء، فاستجابت فجأة: - من يدق هكذا؟ فقال بدوره: - اقتح لي بابك لإله الحب. تحت ضوء القمر، لا نرى إلا قليلا. بحث عن ريشة، بحث عن نور. بحث بهذه الطريقة، لا أعرف ماذا وجد. لكنني أعرف أن الباب خلفهم قد أغلق... |

## أقدم تسجيل صوتي في العالم
في عام 2008، قامت مجموعة من الباحثين من الولايات المتحدة بتحويل ورقة فونوغرافية إلى تسجيل صوتي كان قد سجلها إدوار ليون سكوت دو مارتنفيل في 9 أبريل 1860 وكان هذا التسجيل لأغنية تحت ضوء القمر. وأفادت العديد من التقارير على نطاق واسع أن هذا التسجيل يعد أول تسجيل لصوت بشري وأول تسجيل لموسيقى في التاريخ.
حسب هؤلاء الباحثين فإن التسجيل يحتوي على على بداية المقطع الثاني من الأغنية، "Au clair de la lune, Pierrot répondit...". لكن هناك تقارير أخرى تفيد بأن التسجيل يحتوي على بداية الأغنية "Au clair de la lune, mon ami Pierrot..."